# Assam (thé)
Pour les articles homonymes, voir Assam (homonymie).
L’Assam (assamais : অসম, hindi : आसाम ou असम) ou thé Assam (assamais : অসমীয়া চাহ, hindi : असिमया चाय ou आसामी चाय ou असमी चाय) est un thé noir nommé d'après la région de sa production, l'Assam, en Inde. Il est fabriqué uniquement avec la plante Camellia sinensis var. assamica. La majeure partie de ce thé pousse à une altitude proche du niveau de la mer. Il est connu pour avoir du corps, être vivifiant, fort et son infusion est d'une couleur généralement claire. Les thés Assam ou les blends (mélanges de thés) composés de celui-ci sont parfois vendus sous l'appellation « breakfast tea ». Par exemple, le blend appelé « Irish Breakfast Tea » est un mélange composé de petites feuilles d'Assam.
L'État d'Assam est la région productrice de thé la plus large. Elle s'étend sur les deux rives du fleuve Brahmapoutre et elle longe le Bangladesh et la Birmanie. Cette partie de l'Inde subit de fortes précipitations. Durant la mousson, elle peut recevoir jusqu'à 250-300 mm de pluie par jour. La température peut monter jusque 40 °C en journée, créant un effet similaire à celui que provoquerait une serre en termes d'humidité et de chaleur. Ces conditions climatiques contribuent au gout exceptionnel du thé d'Assam.
Bien que la région d'Assam soit essentiellement connue pour son thé noir, elle produit également quelques thés verts au gout très caractéristique.
Historiquement, Assam est la deuxième principale région productrice de thé après le Sud de la Chine ; ce sont également les deux seules régions avec des plants de thés natifs, d'origine.

## Introduction en Occident

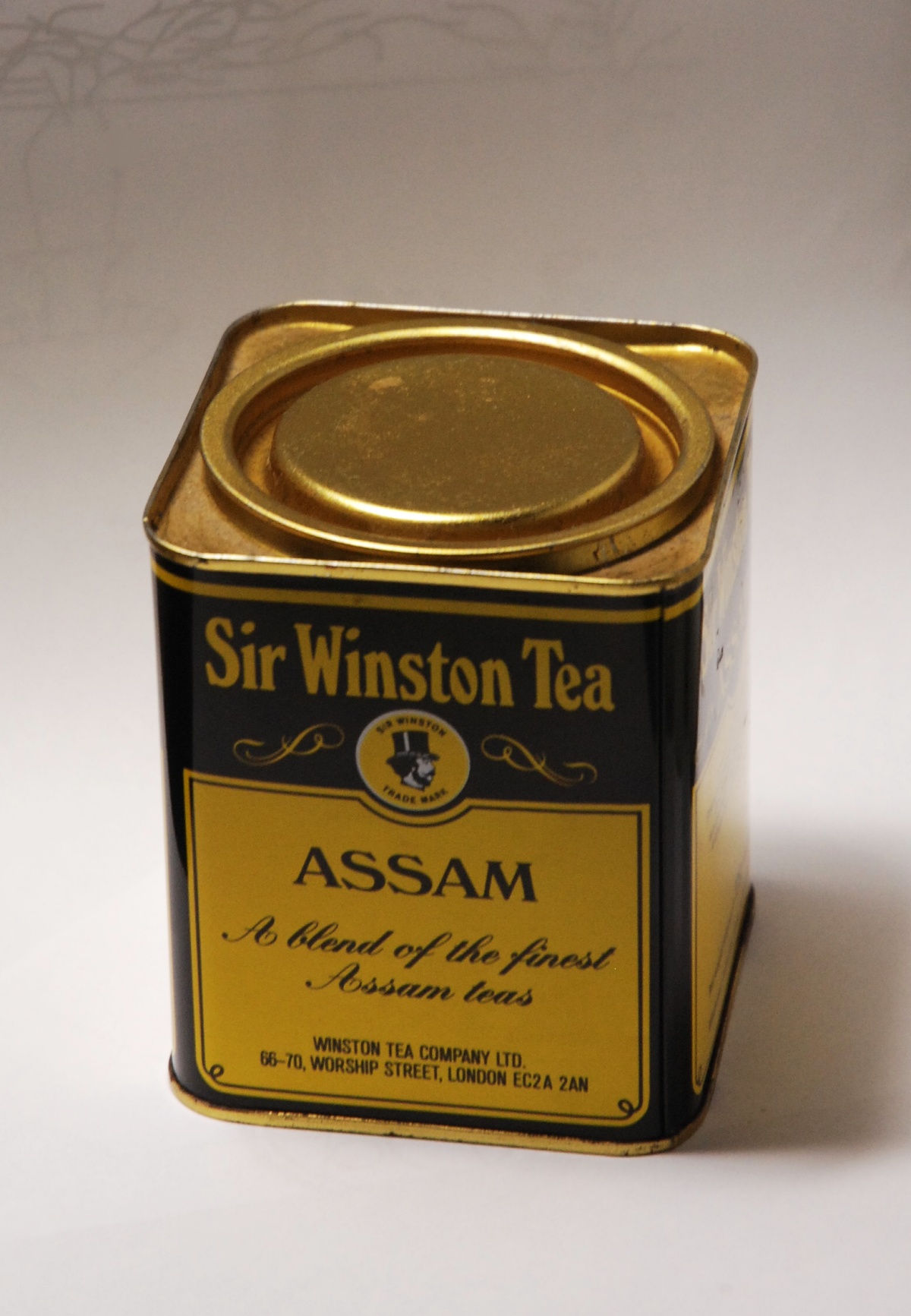
Boite de thé d'Assam

La découverte du thé d'Assam est attribuée à un certain Robert Bruce (en), un aventurier écossais, qui le découvrit apparemment en 1823. Bruce aurait trouvé une plante à l'état sauvage en allant faire du commerce en Assam. Bruce remarqua que les autochtones (les Shinghpos) faisaient du thé à partir des feuilles du buisson et s'arrangea avec les chefs tribaux pour qu'ils lui fournissent des échantillons des feuilles et des graines afin de les examiner scientifiquement. Malheureusement, Robert Bruce mourut peu après, sans avoir pu classifier la plante. Ce fut au début des années 1830 que le frère de Robert Bruce, Charles, s'arrangea pour que quelques feuilles du buisson d'Assam soient envoyées au jardin botanique de Calcutta pour une analyse. La plante fut alors identifiée comme une variété de thé (camellia sinensis var. Assamica), mais différente de la variété chinoise (camellia sinensis var. Sinensis).
En 1838, douze caisses de thé cueilli grossièrement étaient arrivées à Londres pour donner lieu à la première vente aux enchères d'un produit provenant des Indes. Un an plus tard, la Société de l'Assam organisait une autre vente à Calcutta.

## Production
La culture et la production d'Assam fut monopolisée par la Assam Company de 1840 à 1860. Celle-ci opérait dans les régions du Assam supérieur et faisait travailler des gens du peuple Karachi. Le succès de l'entreprise et le changement dans la politique coloniale qui consistait à offrir des terres aux cultivateurs aboutirent à une période de prospérité et d'expansion de l'industrie du thé d'Assam au début des années 1860. Néanmoins, ce succès ne provoqua pas de déplacement de la production du thé de la Chine vers l'Assam, à cause du caractère improvisé des plantations de fortune du Assam et des difficiles conditions de vie dans les plantations d'Assam (haut taux de mortalité et de désertion).

## Géographie

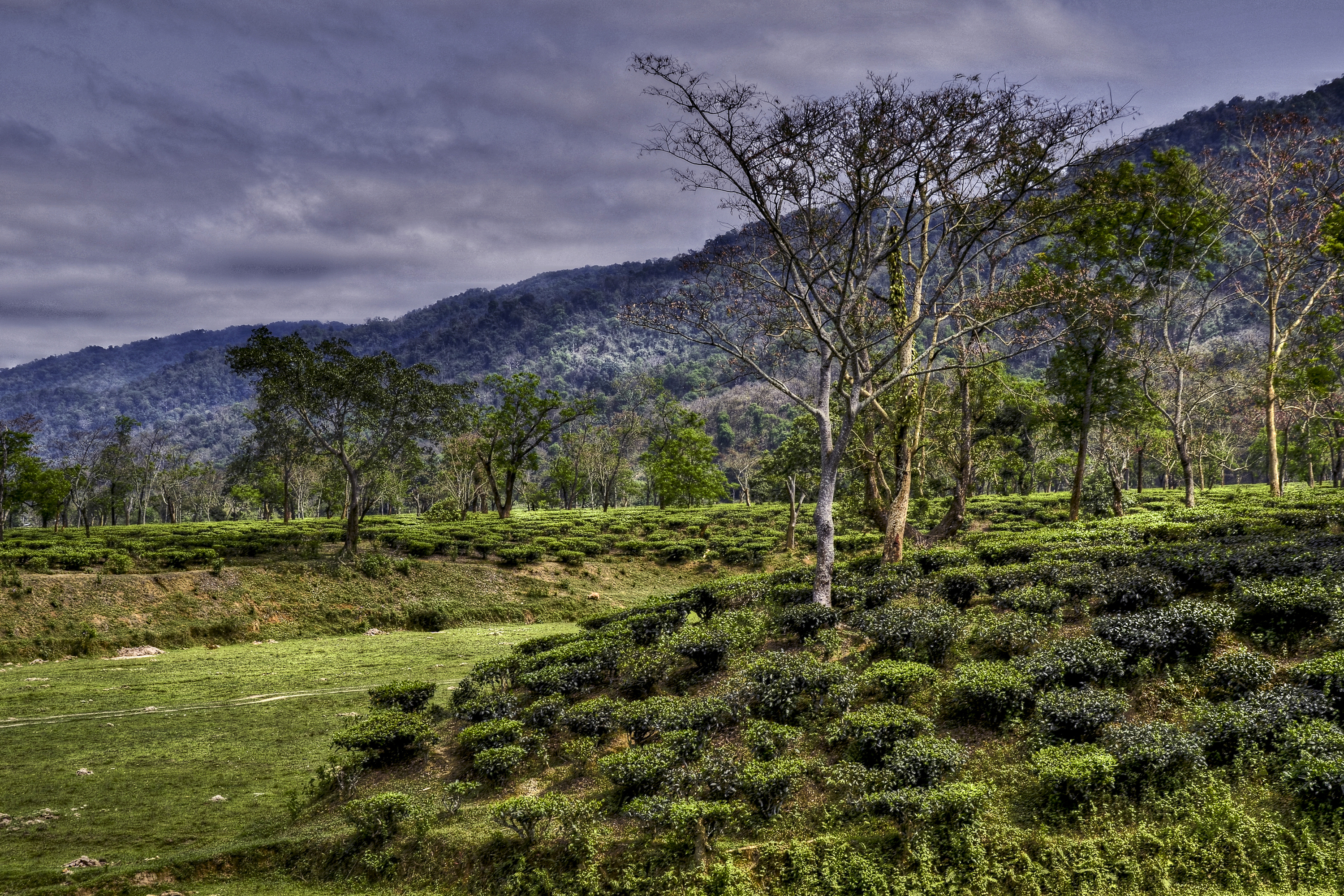
Plantation de thé d'Assam

Contrairement au thé de Darjeeling ou du Nilgiri qui poussent à de hautes altitudes, le thé d'Assam pousse généralement à basse altitude, dans la vallée du Brahmapoutre, une région argileuse riche en nutriments. Le climat varie entre l'hiver froid et aride et la saison des pluies chaudes et humides, ce qui est le climat idéal pour faire pousser du thé. Grâce à ses pluies généreuses et à la longueur de la saison durant laquelle les plantes poussent le mieux, la région d'Assam est une des régions productrices de thé les plus prolifiques du monde. Chaque année, l'ensemble des jardins d'Assam récoltent environ 680 000 kg de thé.
Le thé d'Assam est généralement récolté deux fois par an : first flush (première récolte) et second flush (deuxième récolte). La première récolte est effectuée fin mars, tandis que la deuxième, récoltée plus tard, est la plus prisée.  Cette seconde récolte est surnommée tippy tea, à cause des pointes dorées qui apparaissent sur les feuilles. Le tippy tea possède plus de corps et est souvent considérée comme supérieure à la première récolte. 
Les feuilles des plantations de thé d'Assam sont noires, brillantes et assez larges comparées aux feuilles des plantations de Chine. La plante fait aussi des fleurs blanches.